# Geomyersia
Geomyersia — рід сцинкоподібних ящірок родини сцинкових (Scincidae). Представники цього роду мешкають у Папуа Новій Гвінеї та на Соломонових Островах.

## Види
Рід Geomyersia нараховує 4 види:
- Geomyersia coggeri Greer, 1982
- Geomyersia glabra Greer & F. Parker, 1968

## Етимологія
Рід Geomyersia був названий на честь американського іхтіолога Джорджа Маєрса.